# Finn Bernhoft
Finn Bernhoft, född 6 februari 1898 i Oslo, död 27 april 1981, var en norsk skådespelare. 

## Filmografi (urval)
- 1929 – Laila
- 1930 – Eskimå
- 1931 – Det stora barndopet
- 1932 – Prinsessen som ingen kunne målbinde
- 1932 – Skjærgårdsflirt
- 1932 – Fantegutten
- 1936 – Norge for folket
- 1936 – Morderen uten ansikt
- 1937 – Laila
- 1937 – Ungt blod
- 1938 – Det drønner gjennom dalen
- 1938 – Bør Børson jr.
- 1939 – De värnlösa
- 1941 – Gullfjellet
- 1942 – Den farlige leken
- 1942 – Det æ'kke te å tru
- 1946 – Om kjærligheten synger de
- 1948 – Kampen om atombomben
- 1948 – Dit vindarna bär
- 1949 – Gatpojkar (okrediterad)
- 1952 – Vi vil skilles
- 1960 – Det store varpet
- 1962 – Tonny